# DXC Technology
DXC Technology Company (NYSE: DXC) er en amerikansk multinational it-konsulentvirksomhed med hovedkvarter i Ashburn, Virginia. De har 130.000 ansatte og omsætter for 16 mia. USD.
DXC Technology blev etableret 3. april 2017, da Hewlett Packard Enterprise’s Enterprise Services-forretningsdivision fusionerede med Computer Sciences Corporation. De tilbyder B2B IT-services.